# 茜草灣 (青衣)

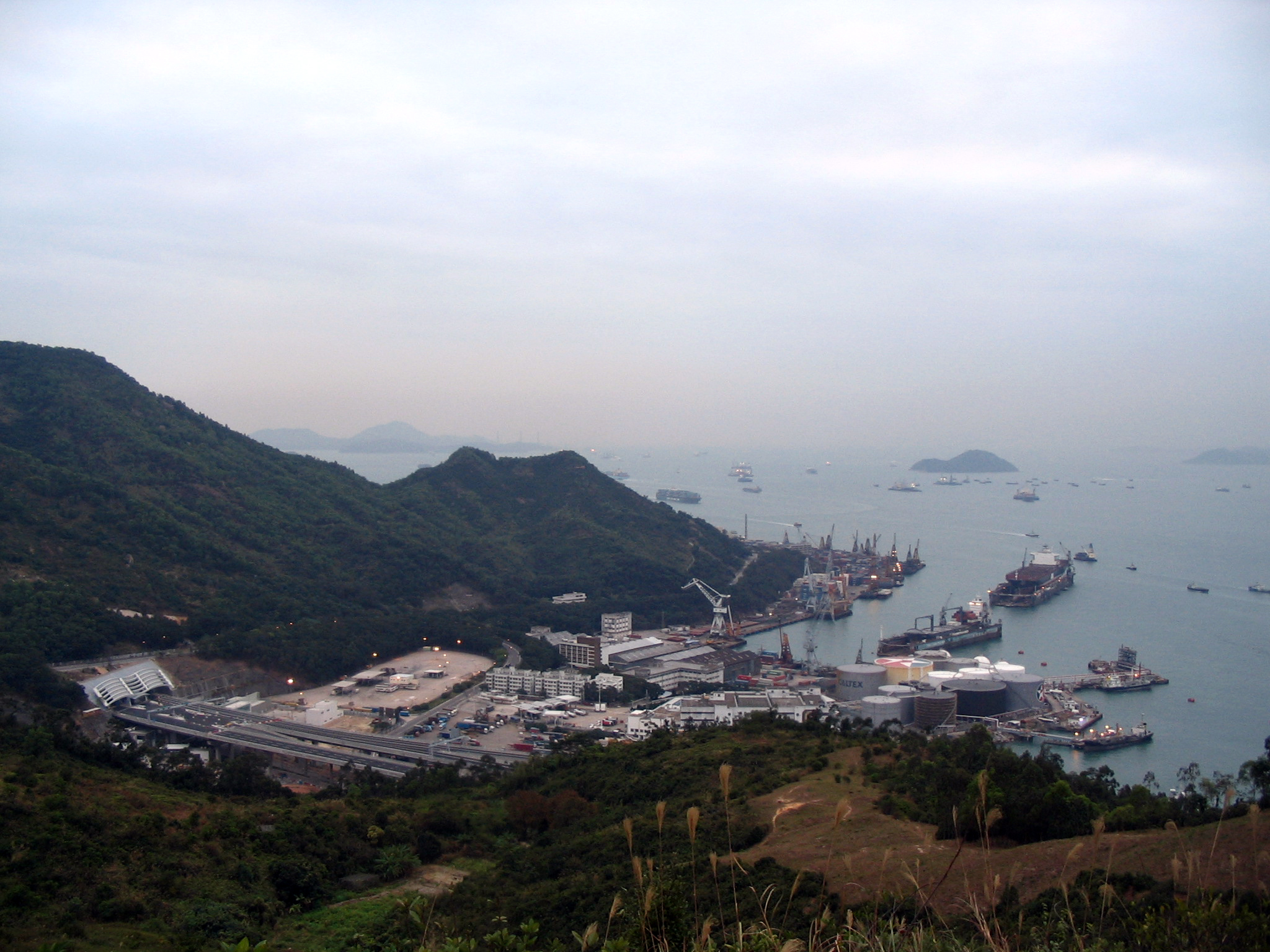
茜草灣

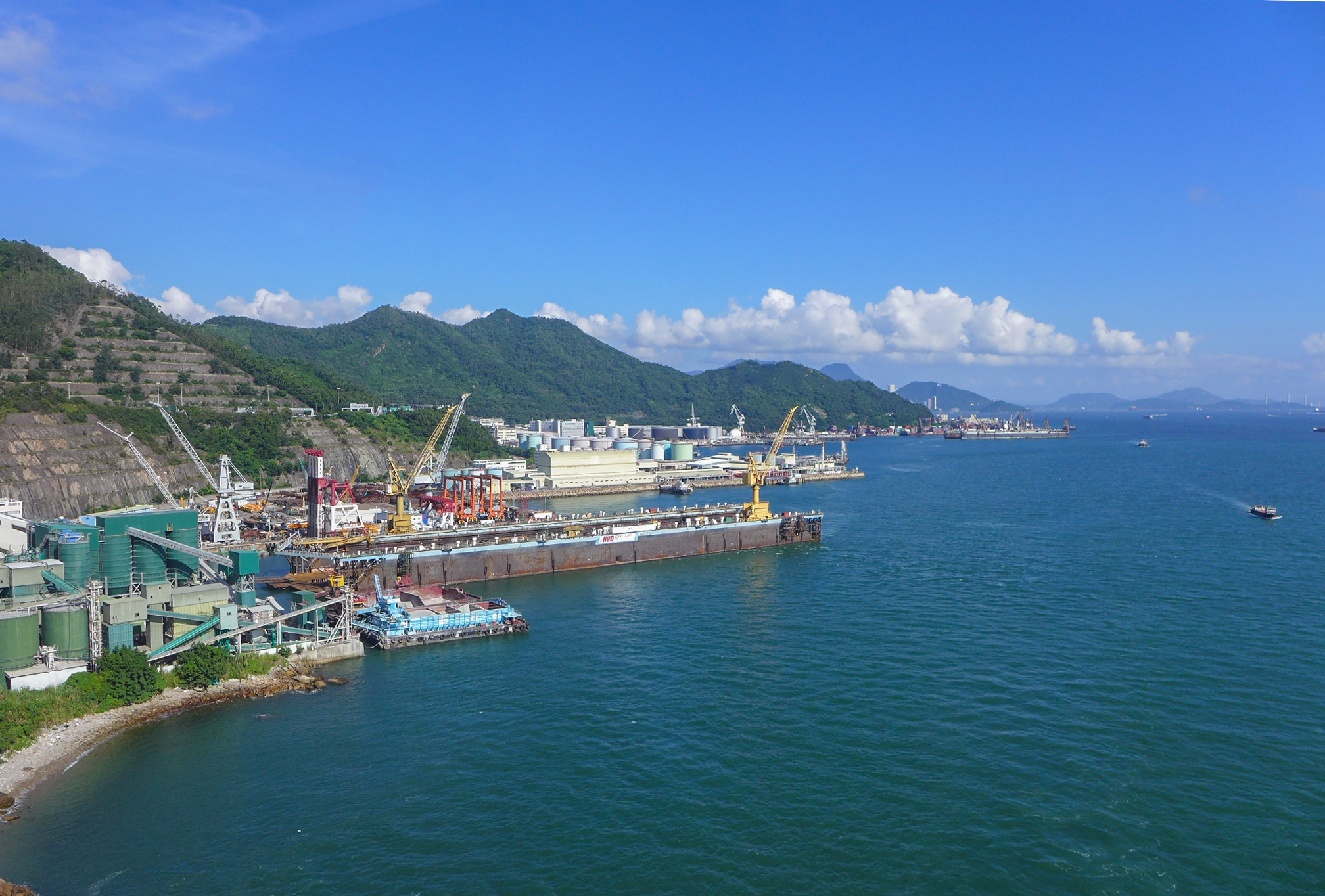
從青馬大橋眺望茜草灣的蜆殼油庫（左）及加德士油庫（右）。

茜草灣又稱西草灣，是香港的一個海灣，位於新界青衣島西部。該地主要以重工業為主，有油庫及船塢等建築。長青隧道和南灣隧道均在茜草灣設有入口。
茜草灣以茜草為名。「茜」的正確粵語讀音是「線」。但因大部份人都將其讀作「西」，所以茜草灣也寫成西草灣，通往茜草灣的道路也稱作西草灣路。
運輸署在西草灣興建了車輛檢驗綜合大樓以重置九龍灣驗車中心及土瓜灣驗車中心，在2021年將全面啟用，屆時市區的士、公共小巴及重型貨車等各類車輛，均會到新大樓驗車。全面啟用後，九龍灣及土瓜灣驗車中心將停用，新大樓每日處理的車輛檢驗數量約470輛車，跟以往驗車數目相若。